# Spring (film)
Spring je krátký fantasy animovaný film z roku 2019, který režíroval a napsal Andreas Goralczyk a producenti byli Ton Roosendaal a  Francesco Sidi. Spring je v pořadí dvanáctý „open movie“ vytvořen za pomocí open-source programu Blender. Film je o mladé pastýřce a jejím psovi, kteří se musí vypořádat se starověkými dušemi, aby došlo ke změně ročních období. Film byl financován Blender Foundation a dary od komunity. Film a všechny materiály k němu byly zveřejněny pod licencí Creative Commons. 
Film byl zveřejněn 4. dubna 2019 na YouTube a v prosinci 2020 dosáhl více než 6 miliónu zhlédnutí.

## Děj
Z vrcholku hory vysoko nad mraky sestupuje mladá pastýřka jménem Spring do zmrzlého lesa v údolí. Temný a studený les je v přímém kontrastu s teplým a slunečným počasím nad ním.   

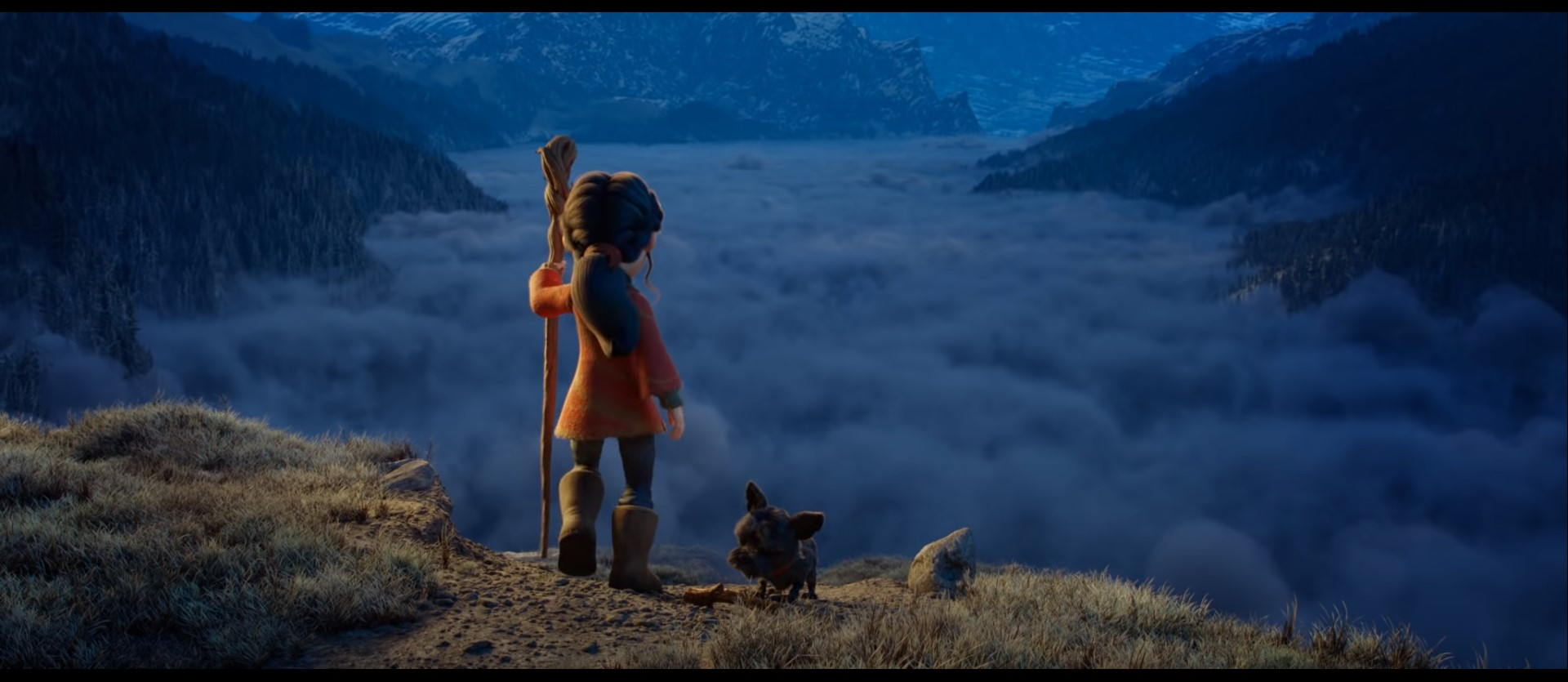
Scéna ze začátku filmu

Mraky, které zabraňují slunci proniknout do lesa jsou ve skutečnosti hlavy starověkých  duší, které mají formu antropomorfní stvoření se čtyřmi stromům podobnými končetinami. Spring přivolá alfu úderem do starověkého menhiru. Poté co mu Spring složí respekt, tak alfa shodí část ze svého tykadla. Když Spring tuto část zasune do své hole, probudí se všechny ostatní duše a budou jí následovat. Spring je vyvede z lesa a tím přivedou do lesa jaro. 

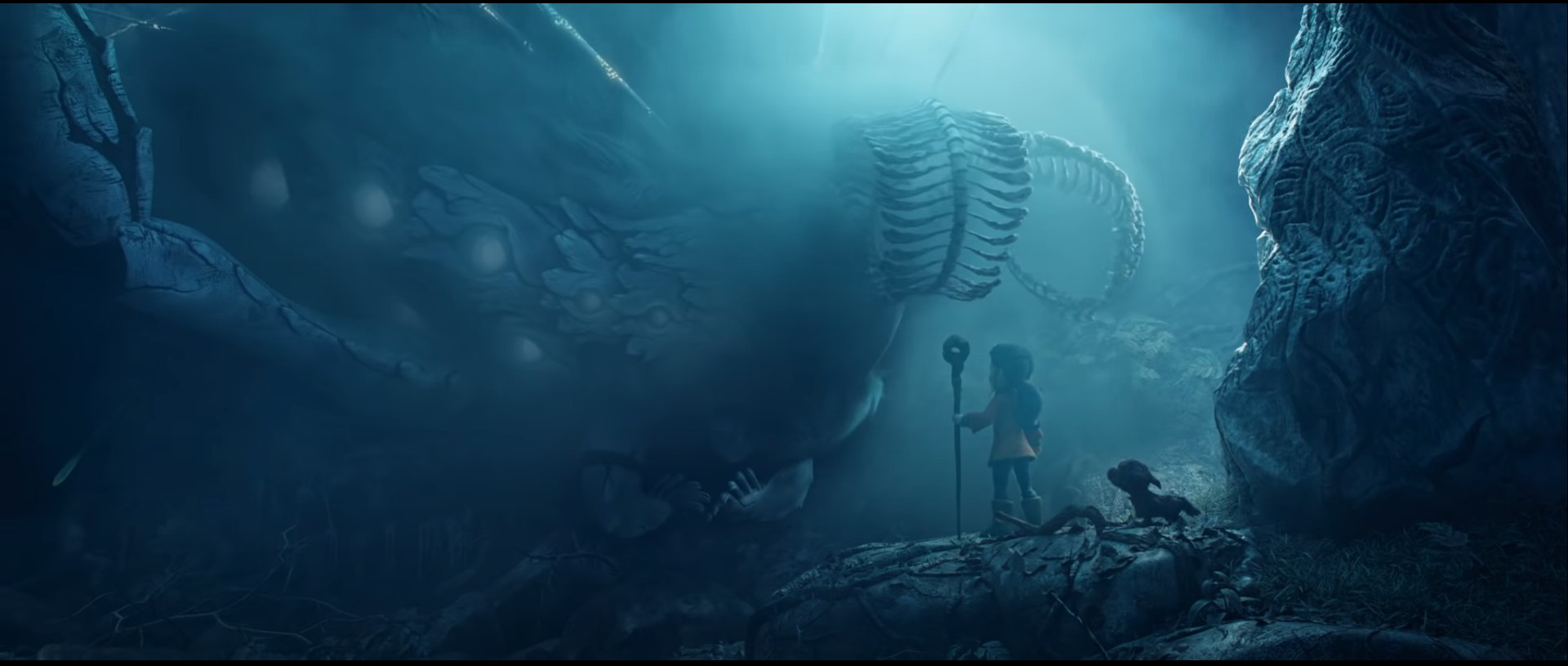
Scéna z filmu

Na konci filmu přidá Spring část tykadla do velké zvonkohry.

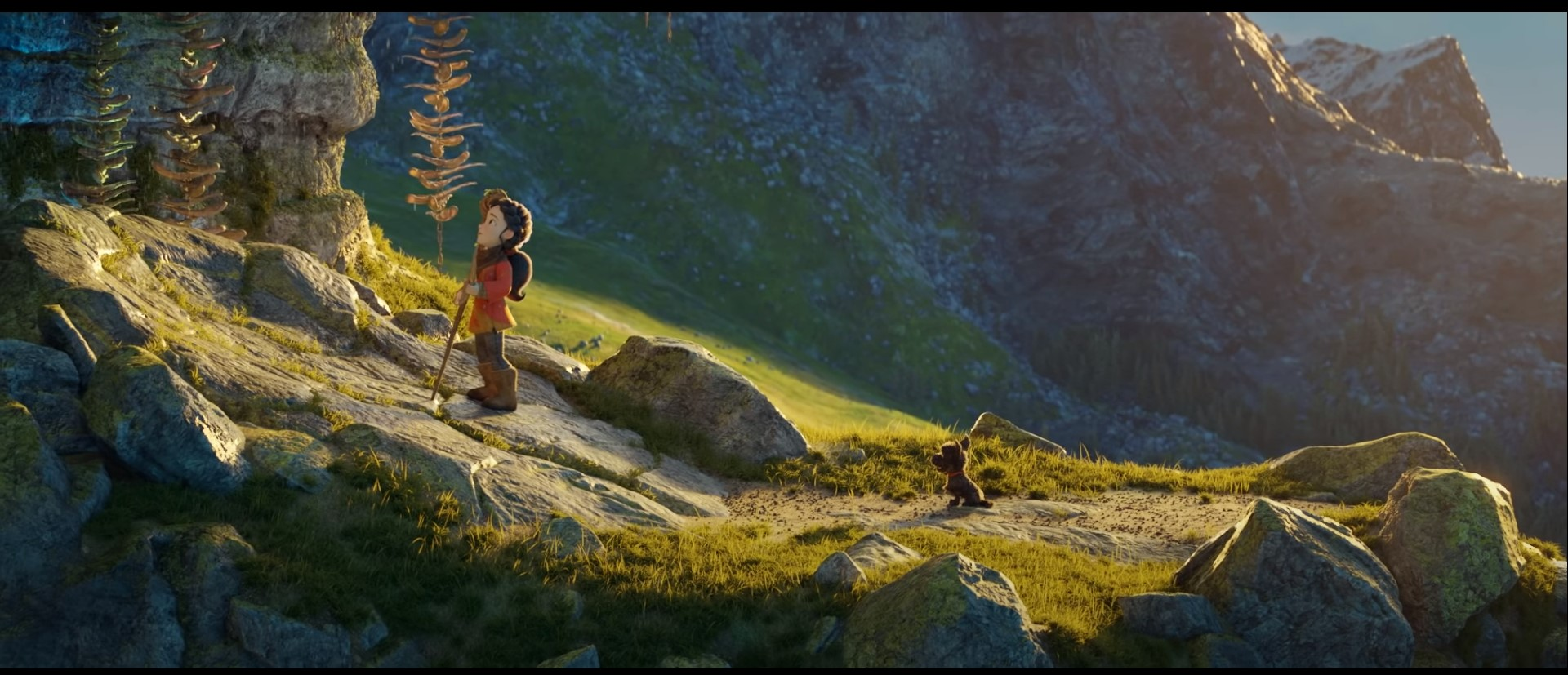
Závěrečná scéna

## Produkce

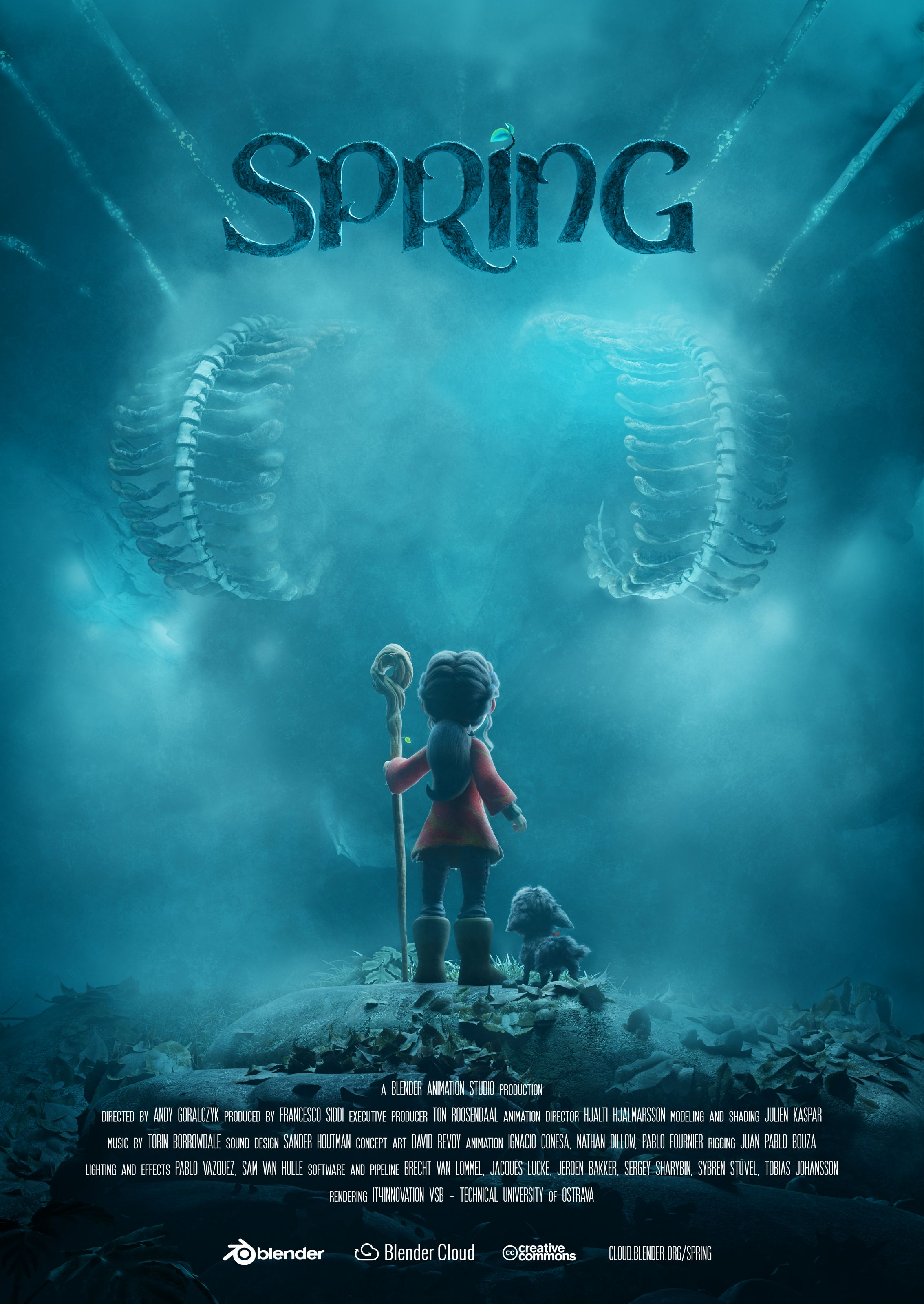
Originální plakát k filmu Spring

Film režíroval a napsal Andreas Goralczyk. Umělecký směr a design postav byl vytvořen Davidem Revoyem, který je znám díky svému internetovému komiksu Pepper&Carrot a také pracoval jako concept-artitist na ostatních filmech Blender Foundation. Producenti byli Ton Roosendaal a Francesco Siddi. Team začal tvorbu filmu v Blenderu 2.79, ale brzy se přesunuli na beta verzi 2.80. Modely postav a ostatní soubory byly zveřejněny na Bledner Cloudu pod licencí CC-By 4.0 Creative Commons. Vzhledem k tomu, že ve filmu nezazní žádné slovo, tak hudba hrála zásadní roli.  

## Přijetí
Adam Mock napsal ve své recenzi pro Film inquiry, že vypuklo Jaro (Spring je v překladu jaro) a výsledek je opravdu krásná věc. Jednoduchý nápad s komplexní elegancí, přirovnává použití hudby jako mezidruhové komunikace k Spielbergovu Blízkému setkání třetího druhu. Také chválí film za provedení komplexního tajemného prostředí. Dále píše, že film je schopen se vyrovnat celovečerním filmům vytvořenými velkými studii s mnohonásobně větším rozpočtem. Myslí si, že by příběh mohl být rozšířen dalším dílem.
Film získal kladné hodnocení od kritiků a od veřejnosti. V září 2020 měl na YouTube přes 5,2 milionů zhlédnutí.

### Ocenění
| Festival                                          | Cena                 | Datum festivalu        | Výsledek  | Reference   |
| ------------------------------------------------- | -------------------- | ---------------------- | --------- | ----------- |
| Mundos Digitales International Animation Festival | Nejlepší krátký film | 13. července 2019      | Oceněn    | [ 7 ] [ 8 ] |
| Animago Award & Conference 2019                   | Nejlepší krátký film | 2. až 4. prosince 2019 | Nominován | [ 9 ]       |